# Георгий (Ходр)
Митрополит Георгий (при рождении Жорж Ходр, араб. جورج خضر‎; род. 6 июля 1923, Триполи) — епископ Антиохийской Православной Церкви, митрополит Библский и Ботрийский, ипертим и экзарх Гор Ливанских. Деятель экуменического движения.

## Биография
Родился 6 июля 1923 года в Триполи, где прошло его детство и молодость.
Обучаясь в Университете святого Иосифа в Бейруте, он познакомился с группой своих молодых единоверцев, которые, как и он, были озабочены проблемой маргинализации православных в ливанском обществе и их постепенному отходу от собственной веры и корней. Желая противостоять этому, 16 марта 1942 года он, вместе с 15 другими студентами медицинского и юридического факультетов, стал создателем Движения православной молодёжи (фр. Mouvement de la jeunesse orthodoxe), целями которого были провозглашены возрождение монашества, христианскую проповедь в рабочей среде, оживление приходской жизни, социальное служение. Тогда же он был избран генеральным секретарем этого движения.
Важным моментом в юности стало участие 11 ноября 1943 года в мирной демонстрации против французского колониального режима в стране. Вслед за этим будущий архиерей стал свидетелем того, как танки расстреливали безоружных, среди которых погибли одиннадцать его друзей. В то время он думал о карьере адвоката и дипломата, учился в Бейруте, и в 1944 году получил степень юриста от иезуитского Университета святого Иосифа в Бейруте. Между тем, Православное молодёжное движение продолжало развиваться и укрепляться, в а 1945 году Синодом Антиохийской православной церкви было официально уполномочено вести работу среди православной молодежи. Движение вело активную миссионерскую работу, способствовало омоложению монашества, расширению деятельности приходов, в целом — оживлению в Антиохийской церкви.
Отправился во Францию, где поступил в Свято-Сергиевский богословский институт в Париже. В конце 1940-х годов вместе с Иоанном Мейендорфом, Александром Шмеманом, Никосом Ниссиотисом стоял у истоков православной молодёжной организации «Синдесмос», по поводу чего писал «целью будущего молодёжного всеправославного движения должна стать борьба с провинциализмом, различиями между Поместными Церквами, ересью филетизма…». В 1952 году окончил Парижский богословский факультет и вернулся на родину.
12 декабря 1953 года рукоположён в сан диакона, 14 декабря 1953 года — в сан пресвитера и с 1955 года служил в приходе портового района Триполи.
К тому времени возглавляемое им молодёжное движение имело большое влияние на представителей молодого духовенства и мирян в Антиохийской церкви..
15 февраля 1970 года был рукоположён в епископа Библского и Ботрийского с возведением в сан митрополита.
Ко времени восшествия на митрополичий престол был уже видным проповедником как в православной, так и в инославной среде, и его известность в последующие годы продолжала расти. Митрополит Георгий был широко вовлечён в экуменические встречи и контакты с мусульманами, поэтому его писания часто были связаны с вопросами исламизма и сравнительного богословия и они регулярно публиковались на многих языках. Вдобавок, митрополит Георгий писал еженедельные статьи на темы единения арабского мира в ливанской газете «Ан Нахар» (An Nahar).
В разное время преподавал арабскую культуру в Ливанском университете и пастырское богословие в Баламандском богословском институте.
Удостоен докторской степени honoris causa Свято-Владимирским духовной семинарией в Нью-Йорке (1968) и парижским факультетом протестантской теологии (1988).
В марте 2018 года объявил о своём уходе на покой.